# Scotopteryx zumsteinaria
Scotopteryx zumsteinaria là một loài bướm đêm trong họ Geometridae.